# Tadeusz Winiarski
Tadeusz Winiarski (ur. 1940) – polski matematyk, profesor nauk matematycznych, emerytowany nauczyciel akademicki Uniwersytetu Jagiellońskiego i Uniwersytetu Pedagogicznego w Krakowie, kierownik katedry matematyki Uniwersytetu Jagiellońskiego oraz prezes krakowskiego oddziału Polskiego Towarzystwa Matematycznego.

## Życiorys
Po ukończeniu w 1966 studiów matematycznych na Wydziale Matematyki, Fizyki i Chemii Uniwersytetu Jagiellońskiego obronił w 1971 pracę doktorską, której promotorem był prof. Józef Siciak. 
Członek Oddziału Krakowskiego Polskiego Towarzystwa Matematycznego.